# Mes amis
Mes amis è un singolo dei rapper italiani e MamboLosco e Boro Boro, pubblicato il 10 luglio 2020 come terzo estratto dall'album in studio Caldo.

## Tracce
Testi e musiche di Julien Boverod, William Miller Hickman III e Federico Orecchia.
1. Mes amis – 2:41